# Distancia a vuelo de pájaro
Distancia a vuelo de pájaro es una expresión utilizada para referirse a la distancia más corta entre dos puntos obviando cualquier accidente geográfico. Este es un camino en línea recta, como el vuelo de un pájaro, en contraposición con la distancia, generalmente más larga, a través de una ruta o camino sobre el terreno. En el ámbito científico este concepto se conoce como ortodrómica.

## En otros idiomas
Existen expresiones equivalentes en otros idiomas. Entre otros:
- Alemán: Luftlinie ('línea de aire').
- Francés: distance à vol d'oiseau ('distancia a vuelo de pájaro').
- Inglés: as the bird flies (‘como vuela un pájaro’) y as the crow flies (‘como vuela un cuervo’).
- Italiano: linea d'aria ('línea de aire').
- Rumano: linie aeriană ('línea de aire').